# Route nationale 15bis
La route nationale 15bis (RN 15bis o N 15bis) è stata una strada nazionale che partiva da Grandvilliers e terminava a Le Tréport. Fu creata come strada radiale nel 1836 e completamente declassata nel 1972.

## Percorso
Si distaccava dall'antico percorso della N1, oggi D901, a Grandvilliers. Oggi viene denominata D315 fino a Le Coq-Gaulois (comune di Morvillers-Saint-Saturnin), da cui una variante più recente prosegue verso nord col nome di D1015. La vecchia strada invece raggiungeva Aumale (in questo tratto nel 1972 è stata sostituita dalla N29) per poi seguire la Bresle verso settentrione. La strada nazionale è stata declassata a D316 fino a Senarpont, dove attualmente si ricongiunge alla D1015 per proseguire lungo la Bresle e raggiungere la Manica presso Mers-les-Bains e Le Tréport.